# Ville de Canterbury-Bankstown
La ville de Canterbury-Bankstown (en anglais : City of Canterbury-Bankstown) est une zone d'administration locale de l'agglomération de Sydney, située dans l'État de Nouvelle-Galles du Sud en Australie. Elle est créée en 2016 par la fusion de Canterbury et de Bankstown. Son siège est établi à Campsie. La population s'élevait à 346 302 habitants en 2016.

## Géographie
La ville s'étend sur 110,8 km2 au sud-ouest de l'agglomération de Sydney. Ses localités principales sont Bankstown, Campsie, Canterbury et East Hills.

## Démographie
La population s'élevait à 346 302 habitants en 2016.

## Historique
Le 12 mai 2016, la ville de Canterbury-Bankstown est créée par la fusion des villes de Canterbury et de Bankstown. Richard Colley est nommé administrateur provisoire en attendant les premières élections.

## Politique et administration
La ville comprend cinq subdivisions appelées wards. Le conseil municipal comprend quinze membres élus, à raison de trois par ward, pour quatre ans. Les premières élections se sont tenues le 9 septembre 2017 et les suivantes le 4 décembre 2021.

### Composition du conseil
| Élections | Parti travailliste | Parti libéral | Verts | Indépendants |
| --------- | ------------------ | ------------- | ----- | ------------ |
| 2017      | 9                  | 5             | 1     | -            |
| 2021      | 9                  | 5             | -     | 1            |

### Liste des maires
| Période           | Période           | Identité       | Étiquette    | Qualité        |
| ----------------- | ----------------- | -------------- | ------------ | -------------- |
| 12 mai 2016       | 26 septembre 2017 | Richard Colley |              | Administrateur |
| 26 septembre 2017 | en fonction       | Khal Asfour    | Travailliste |                |

## Infrastructures et transports
La ville abrite l'aéroport de Bankstown (IATA: BWU, OACI: YSBK) 